# Cratere Nikolaev
Nikolaev è un cratere lunare di 42,67 km situato nella parte nord-occidentale della faccia nascosta della Luna.